# NGC 5426
NGC 5426 (również PGC 50083 lub UGCA 380) – galaktyka spiralna (Sc), znajdująca się w gwiazdozbiorze Panny w odległości około 90 milionów lat świetlnych. Została odkryta 5 marca 1785 roku przez Williama Herschela. 
Galaktyka NGC 5426 znajduje się w trakcie zderzenia z NGC 5427. Obie galaktyki razem mają 130 000 lat świetlnych średnicy. Stanowią obiekt Arp 271 w Atlasie Osobliwych Galaktyk Haltona Arpa.
W galaktyce NGC 5426 zaobserwowano dwie supernowe: SN 1991B i SN 2009mz.